# مات إلام
مات إلام (بالإنجليزية: Matt Elam)‏ هو لاعب كرة قدم أمريكية أمريكي، ولد في 21 سبتمبر 1991 في بالم بيتش غاردنز في الولايات المتحدة.

## وصلات خارجية
- مات إلام على موقع مرجع كرة القدم المحترفة.كوم (الإنجليزية)